# پیسس ۶۴۸

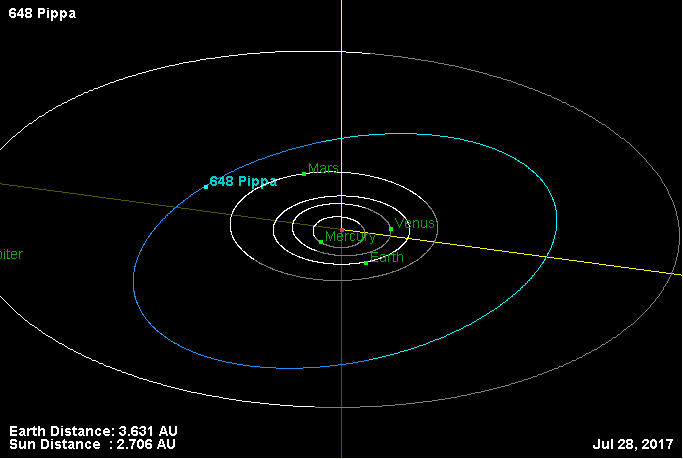
نمایی از محل قرارگیری سیارک پیسس ۶۴۸ در مدار – ۲۰۱۷

سیارک ۶۴۸ (به انگلیسی: 648 Pippa، نامگذاری:1907AE) ششصد و چهل و هشتمین سیارک کشف شده‌است که در ۱۱ سپتامبر ۱۹۰۷ و در هایدلبرگ کشف شد.
قدر مطلق سیارک برابر ۹٫۶۸ است.